# オタワ・レッドブラックス
オタワ・レッドブラックス（英語: Ottawa RedBlacks、フランス語: Le Rouge et Noir d'Ottawa）は、カナダ・オンタリオ州オタワを本拠地とするカナディアンフットボールのプロチーム。CFLのイースト・ディビジョン（東地区）に属する。2014年シーズンからCFLにデビューする。
このチームはオタワでのCFLチームとしては3つ目に当たる。1876年に創設のオタワ・ラフ・ライダーズは1958年にCFL創立時のチームで、1996年まで存在した。その後オタワ・レネゲイズが2002年から2005年に存在した。

## 歴史
1年目の2014年の最初のホームゲームで、オタワ・ラフ・ライダーズ時代の永久欠番10名をそのままチームの永久欠番にすることを発表した。
創立3年目の2016年シーズンは2年連続のカンファレンス優勝となり、グレイ・カップでカルガリーを延長戦の末に36－30で破り、初優勝を決めた。

## 現所属選手
- クリフ・マシューズ

## 過去の所属選手
- ジュロン・クライナー
- ライアン・リンドリー
- デブリン・ホッジス